# Tentative de coup d'État de 1983 en Haute-Volta
La tentative de coup d'État de la Haute-Volta de 1983  a eu lieu le 28 février 1983, en République de Haute-Volta actuel Burkina Faso, quelques mois après le coup d'État du 7 novembre 1982  fait par des éléments radicaux de l'armée contre le régime du colonel Saye Zerbo. Cette tentative de putsch manqué du 28 février,  visait le Conseil de salut populaire (CSP) et son chef le major Jean-Baptiste Ouédraogo . 

## Historique

### Contexte
Plusieurs officiers de l'armée avaient l'intention d'en finir avec le CSP en assemblée et de restaurer le régime du colonel Zerbo. Lorsqu'ils ont tardé à le faire, ces derniers ont été arrêtés par d'autres officiers. L'un des principaux putschistes était un commandant qui était  pressenti pour la présidence après le coup d'État de 1982. Interrogé sur l'incident, le président Jean-Baptiste Ouédraogo déclare à la  presse : "Puisque notre régime met beaucoup de gens mal à l'aise, il est tout à fait normal que les gens planifient ce genre de réaction".  Il déclare publiquement sa détermination à "garantir l'ordre et la sécurité" et affirme que "l'armée ne se laissera pas dissuader par les luttes tribales et les idéologies". Il a également déclaré que la corruption et la fraude dans le monde des affaires avaient, en partie, facilité l'état "d'anarchie totale" auquel présidait le gouvernement, et annoncé que l'administration nationale serait restructurée pour atténuer le désordre.  Le président Jean-Baptiste Ouedraogo finira par être renversé sept mois plus tard ,le 3 août 1983, par un coup d'Etat dirigé par les capitaines Thomas Sankara et Blaise Compaoré.

## Ouvrages
- « Coup Plot Discovered », Africa Research Bulletin, Exeter, Blackwell, economic, Financial and Technical Series,‎ 1983, p. 6781 (OCLC 933316914, lire en ligne)
- « Recent Unsuccessful Coup Attempt Explained », West Africa, London, Afrimedia International,‎ 28 mars 1983, p. 770–771 (ISSN 0043-2962, lire en ligne)